# Cairnsimyia crosskeyi
Cairnsimyia crosskeyi är en tvåvingeart som beskrevs av Mcalpine 1968. Cairnsimyia crosskeyi ingår i släktet Cairnsimyia och familjen myllflugor. Inga underarter finns listade i Catalogue of Life.